# Turbinaria radicalis
Espèce
Statut CITES
Turbinaria radicalis est une espèce de coraux appartenant à la famille des Dendrophylliidae.